# Grzybiec (jezioro)
Grzybiec – jezioro w Polsce położone w województwie kujawsko-pomorskim, w powiecie tucholskim, w gminie miejsko-wiejskiej Tuchola.

## Położenie i opis
Jezioro położone jest w północnej części powiatu tucholskiego, na terenie mezoregionu Bory Tucholskie. Otoczenie akwenu stanowią lasy, łąki i zabudowa wsi Klocek.

## Hydronimia
Jezioro pojawia się w źródłach w 1902 jako Grschybietz-See, a następnie J. Grzybiec (1935), Grzybiec See  (1935). Państwowy rejestr nazw geograficznych jako nazwę zestandaryzowaną jeziora podaje Grzybiec, nie wymieniając żadnych nazw obocznych.

## Morfometria
Według danych Instytutu Rybactwa Śródlądowego powierzchnia zwierciadła wody jeziora wynosi 14,4 ha, natomiast A. Choiński, poprzez planimetrowanie na mapach 1:50 000, określił wielkość jeziora na 12,5 ha.
Średnia głębokość zbiornika wodnego to 1,2 m, a maksymalna – 2,6 m. Objętość jeziora wynosi 174 tys. m³. Maksymalna długość jeziora to 1000 m, a szerokość 230 m. Długość linii brzegowej wynosi 2725 m.
Według Atlasu jezior Polski (red. J. Jańczak, 1997) lustro wody znajduje się na wysokości 110,8 m n.p.m., natomiast według numerycznego modelu terenu udostępnionego przez Geoportal lustro wody znajduje się na wysokości 110,5 m n.p.m.
Według Mapy Podziału Hydrograficznego Polski leży na terenie zlewni siódmego poziomu Wielki Kanał Brdy od akweduktu nad Czerską Strugą do ujścia. Identyfikator MPHP to 2925329.

## Zagospodarowanie
Administratorem wód jeziora jest Regionalny Zarząd Gospodarki Wodnej w Gdańsku. Utworzył on obwód rybacki, który obejmuje między innymi wody jezior Białe, Bieliniec, Krasne i Grzybiec (Obwód rybacki jeziora Białe na cieku Bielska Struga (Zwierzynka) nr 2). Gospodarkę rybacką na jeziorze prowadzi Okręg Polskiego Związku Wędkarskiego w Bydgoszczy.

## Ochrona środowiska
Jezioro w całości znajduje się na obszarze Tucholskiego Parku Krajobrazowego oraz na obszarze chronionym w ramach programu Natura 2000. W ramach dyrektywy ptasiej chroniony obszar nazywa się Bory Tucholskie.